# Динан (окръг, Белгия)
Динан (на френски: Dinant) е окръг в Южна Белгия, провинция Намюр. Площта му е 1592 km², а населението – 110 610 души (по приблизителна оценка от януари 2018 г.). Административен център е град Динан.